# 毛穗新麦草
毛穗新麦草（学名：Psathyrostachys lanuginosa）为禾本科新麦草属下的一个种。

## 扩展阅读
- 維基物種上的相關：毛穗新麦草